# Foster (Nebraska)
Foster és una població dels Estats Units a l'estat de Nebraska. Segons el cens del 2000 tenia 63 habitants.

## Demografia
Segons el cens del 2000, Foster tenia 63 habitants, 32 habitatges, i 16 famílies. La densitat de població era de 110,6 habitants per km².
Dels 32 habitatges en un 18,8% hi vivien nens de menys de 18 anys, en un 50% hi vivien parelles casades, en un 3,1% dones solteres, i en un 46,9% no eren unitats familiars. En el 46,9% dels habitatges hi vivien persones soles el 15,6% de les quals corresponia a persones de 65 anys o més que vivien soles. El nombre mitjà de persones vivint en cada habitatge era d'1,97 i el nombre mitjà de persones que vivien en cada família era de 2,82.
Per edats la població es repartia de la següent manera: un 20,6% tenia menys de 18 anys, un 3,2% entre 18 i 24, un 27% entre 25 i 44, un 22,2% de 45 a 60 i un 27% 65 anys o més.
L'edat mediana era de 44 anys. Per cada 100 dones de 18 o més anys hi havia 150 homes.
La renda mediana per habitatge era de 30.625 $ i la renda mediana per família de 41.250 $. Els homes tenien una renda mediana de 26.250 $ mentre que les dones 16.667 $. La renda per capita de la població era de 17.127 $. Cap de les famílies i el 5,4% de la població estaven per davall del llindar de pobresa.

## Poblacions més properes
El següent diagrama mostra les poblacions més properes.